# SM U-118
SM U-118 – niemiecki podwodny stawiacz min typu UE II, będący jednym z 329 okrętów podwodnych służących w Kaiserliche Marine podczas I wojny światowej.

## Służba
SM U-118 wszedł do służby 8 maja 1918 roku po jego zbudowaniu w stoczni Vulcan-Werke Hamburg und Stettin AG w Hamburgu. Dowodził nim Kapitänleutnant Herbert Stohwasser i dołączył do I Flotylli operującej na wschodnim Atlantyku. Po czterech miesiącach bez zatopienia żadnego statku, 16 września 1918 roku SM U-118 odniósł pierwszy sukces. Około 282 kilometry na północny zachód od przylądka Villano, SM U-118 storpedował i zatopił brytyjski parowiec SS „Wellington”. W następnym miesiącu zatopił swój drugi i ostatni statek, brytyjski zbiornikowiec HMS „Arca”, około 64 kilometry na północny zachód od irlandzkiej wyspy Tory. Rozejm w Compiègne 11 listopada 1918 roku doprowadził do późniejszej kapitulacji Kaiserliche Marine. SM U-118 został poddany aliantom w angielskim Harwich 23 lutego 1919 roku.

## Plaża w Hastings
SM U-118 miał zostać przetransportowany do Francji, ale podczas holowania z Harwich do Brestu, w towarzystwie SM UB-121, wczesnym rankiem 15 kwietnia 1919 roku podczas sztormu zerwał się z holu i osiadł na mieliźnie na plaży w Hastings w hrabstwie East Sussex około godziny 00:45, bezpośrednio przed budynkiem Queen's Hotel. Początkowo podejmowano próby przemieszczenia uszkodzonego okrętu. Trzy ciągniki próbowały podnieść okręt, a francuski niszczyciel próbował go zniszczyć za pomocą dział. Wszystkie te próby zakończyły się niepowodzeniem, a bliskość okrętu podwodnego do publicznej plaży i Queen’s Hotel uniemożliwiła użycie materiałów wybuchowych.
Uwięziony na mieliźnie okręt podwodny stał się popularną atrakcją turystyczną, a tysiące ludzi odwiedziło Hastings w Wielkanoc, aby go zobaczyć. Był pod władzą lokalnej straży przybrzeżnej, a brytyjska Admiralicja pozwoliła urzędnikowi miasta Hastings pobierać niewielką opłatę za wejście na pokład. Trwało to dwa tygodnie, podczas których miasto zarobiło prawie 300 funtów szterlingów (18 500 funtów w 2025 roku), aby pomóc sfinansować powitanie brytyjskich żołnierzy powracających z wojny.
Dwóch członków straży przybrzeżnej, starszy sternik William Heard i starszy oficer W. Moore, oprowadzali ważnych gości po wnętrzu okrętu podwodnego. Wizyty zostały przerwane pod koniec kwietnia, kiedy obaj strażnicy poważnie zachorowali. Uważano, że przyczyną była gnijąca żywność na pokładzie, ale stan zdrowia mężczyzn pogarszał się. Moore zmarł w grudniu 1919 roku, a Heard w lutym 1920 roku. Śledztwo wykazało, że szkodliwy gaz, prawdopodobnie chlor uwolniony z uszkodzonych baterii okrętu podwodnego, spowodował ropnie w płucach i mózgach mężczyzn.
Chociaż wizyty wewnątrz okrętu podwodnego ustały, turyści nadal przychodzili, aby zrobić sobie zdjęcia obok lub na pokładzie U-Boota. Wrak został sprzedany przez brytyjską Admiralicję firmie James Dredging Co. 21 maja 1919 roku za 2200 funtów (128 000 funtów w 2025 roku) i rozebrany na plaży do 1921 roku. Działo okrętowe pozostało, ale usunięto je w 1921 roku. Część stępki okrętu może nadal być zakopana w piasku plaży.

## Galeria

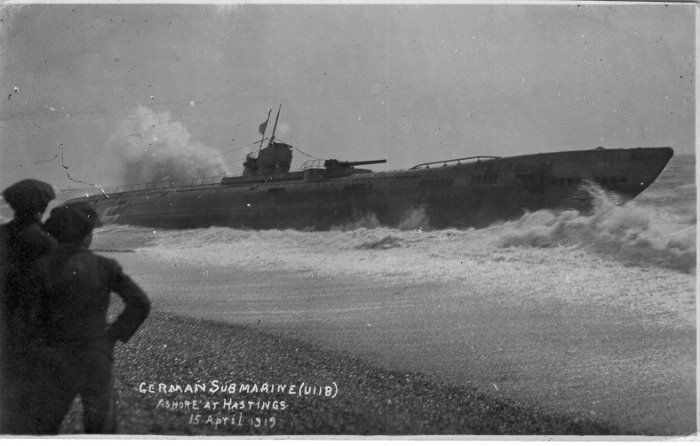
SM U-118 krótko po wylądowaniu na plaży w Hastings
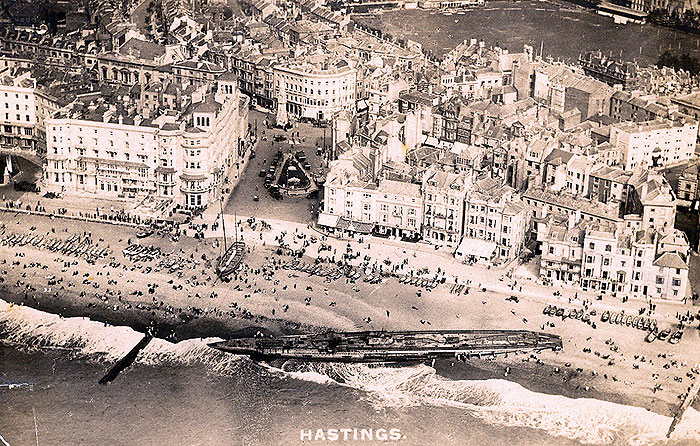
Widok z lotu ptaka na SM U-118 przed Queen’s Hotel
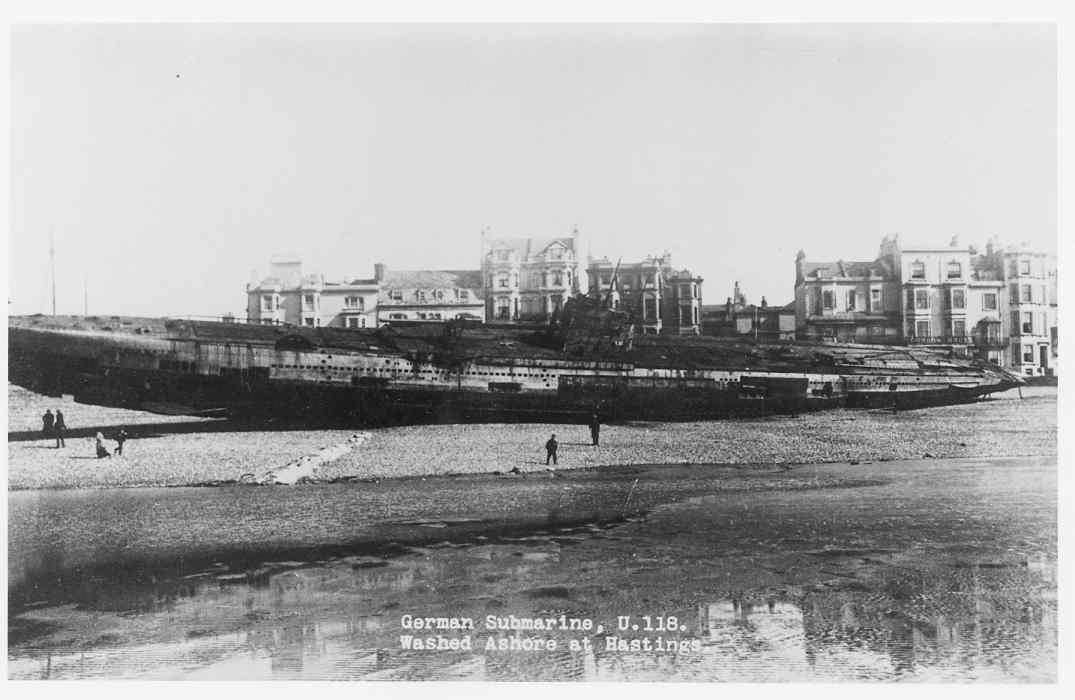
Widok z ziemi na SM U-118 przed Queen’s Hotel
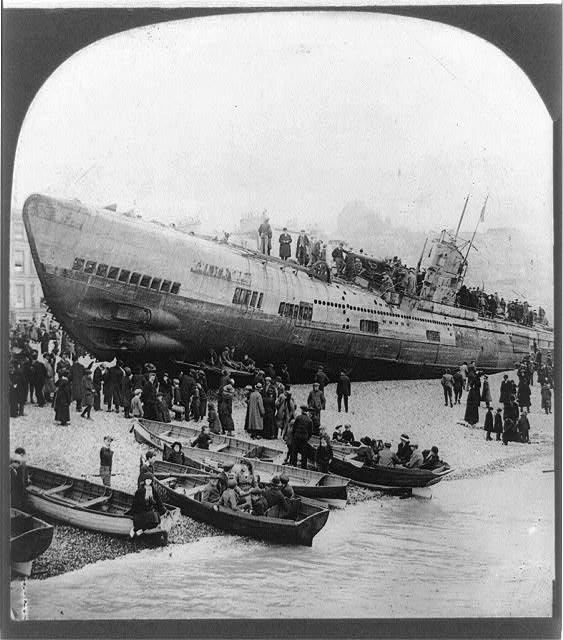
SM U-118 pełen turystów
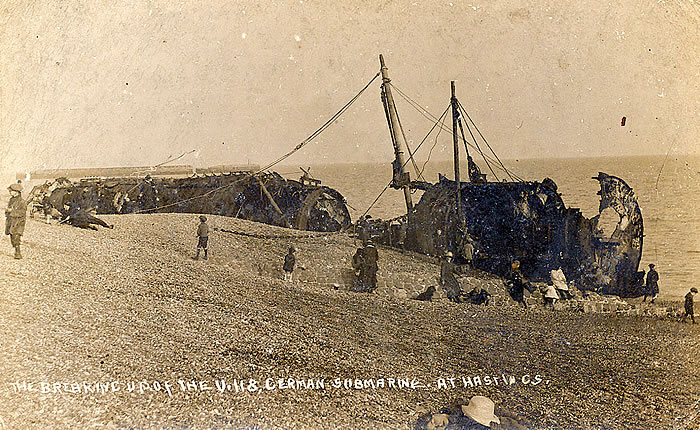
Złomowanie SM U-118